# Toussaint Fafchamps
Toussaint Henry Joseph Fafchamps (Housse, 12 november 1783 - Sint-Joost-ten-Node, 7 juli 1868) was een militair, ondernemer, mijnbouwingenieur en de uitvinder van het eerste Europese machinegeweer.

## Biografie
Fafchamps werd gedoopt op 13 november 1783 te Saint-Rémy-les-Dalhem. Hij was de zoon van Henri Housset dit Fafchamps (1743-1815), wethouder van Housse. Na een korte periode in de zeemacht keerde hij terug naar het burgerleven en werd vervolgens landmeter en suikerproducent. 
Op 20 augustus 1809 wordt hij onderluitenant bij de grenadiers van de mobiele nationale garde van het departement van de Ourthe en stijgt in rang tot kapitein in 26 dagen. Hij neemt deel aan de campagne van 1809 en blijft in dienst van deze reserve-eenheid tot de opheffing in 1814.
Bij het begin van de  Belgische revolutie sluit Fafchamps zich aan bij de vrijwilligers van Charleroi tegen Willem I. Ze blokkeerden eerst de toegang tot de vesting van Charleroi en daarna vertrok hij met een eerste contingent vrijwilligers naar Brussel. Op 23 september wordt hij commandant van die vrijwilligers van Charleroi en vervolgens kapitein bij de genie (27 september) en daarna staflid bij de generale staf van de steden: Brugge (13 november), Charleroi (26 december) en Ieper (28 augustus 1831). Bij het beleg van de citadel van Antwerpen in 1932 neemt hij deel aan het bombardement met een zelf ontworpen kleine mortier waarmee op 14 dagen 3000 projectielen werden afgevuurd met goede resultaten. Hiervoor werd hij in 1834 ridder in de Leopoldsorde.. In 1833 wordt hij non actief gezet en in 1853 gaat hij met militair pensioen.
Hij was getrouwd met Marie-Josèphe Chefheux, met wie hij 6 kinderen had.

## Montigny-Fafschamps machinegeweer

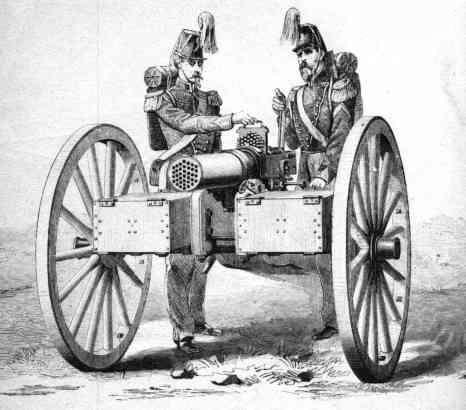
De 37-loop Montigny mitrailleur uit 1863 was gebaseerd op de uitvinding van Fafschamps.

In 1863 ontwikkelde hij het Montigny-Fafchamps machinegeweer.